# Myrtoanhavet
Myrtoanhavet (også Mirtoanhavet ; græsk: Mυρτώο Πέλαγος, Myrtoo Pelagos [mirˈto.o ˈpelaɣos]) er en underafdeling af Middelhavet, der ligger mellem Kykladerne og Peloponnes. Det beskrives som den del af Det Ægæiske Hav syd for Euboea, Attica og Argolis. Noget af Sortehavets vandmasse når Myrtoanhavet via Det Ægæiske Hav (Saundry, Hogan & Baum 2011).
Den Saroniske Bugt, Athenbugten, ligger mellem Korinth-kanalen og Myrtoanhavet.
Det siges at have været opkaldt efter den mytiske helt Myrtilus, der blev kastet i dette hav af en rasende Pelops. Navnet har også været forbundet med jomfru Myrtos navn. Det siges også at have afledt sit navn fra en lille ø ved navn Myrtus. 

### Klassiske kilder
- Horace henviser til Mare Myrtoum i Liber I, Carmen I, linje 14 ("Ad Maecenatem"). -"Carmina (Horatius)/Liber I/Carmen I - Wikisource". la.wikisource.org.
- Plinius den Ældre (iv. 11. s. 18) betragter Myrtoanen som en del af Det Ægæiske Hav.
- Strabo skelner mellem Myrtoan og Ægæerhavet; Strabo skrev, at Det Ægæiske Hav sluttede ved udkanten af Sunium i Attica.

### Moderne kilder
- Peter Saundry, C.Michael Hogan & Steve Baum. 2011. Kretahavet . Jordens encyklopædi. Eds. M.Pidwirny & CJCleveland. Det Nationale Råd for Videnskab og Miljø. Washington DC.

36°56′N 23°45′Ø / 36.93°N 23.75°Ø